# Phu Quoc

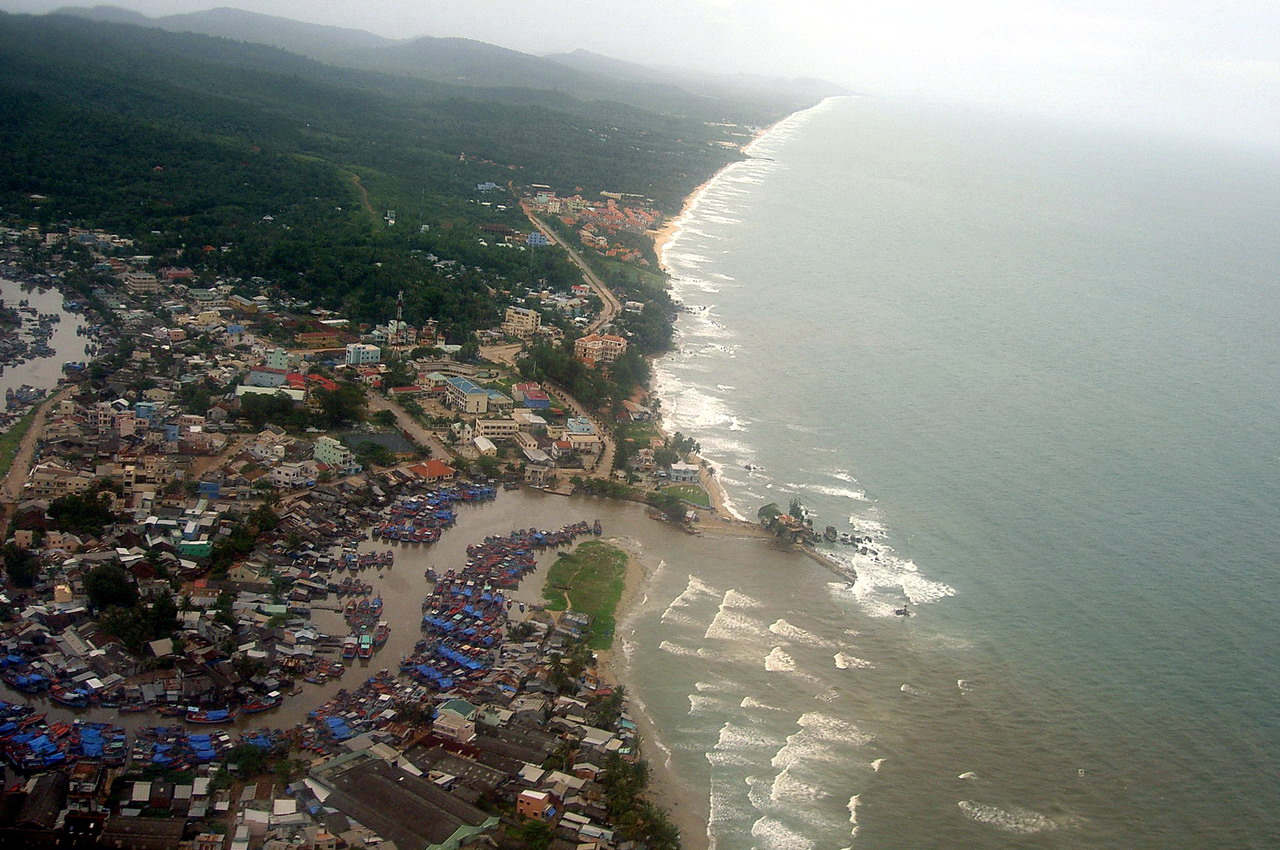
Staden Duong Dong på ön Phu Quoc

Phu Quoc är Vietnams största ö, belägen nära gränsen till Kambodja. Cirka två tredjedelar av ön är idag nationalpark. Öns huvudort heter Duong Dong och där ligger även en lokal flygplats. På öns södra spets ligger ett mindre samhälle med namnet An Toi och är som Duong Dong mycket av en fiskestad. Det bor cirka 103 000 invånare på ön (2012).